# Hoeksche Waards
Het Hoeksche Waards is een streektaal van het Zuid-Hollandse eiland of waard de Hoeksche Waard en wordt in alle dorpen gesproken. De verwantschap aan het IJsselmonds en het West-Alblasserwaards is groot, groter dan die met het Dordts. 
Er zijn wel een aantal verschillen binnen deze streektaal:
- Westhoekschewaards
Het Westhoekschewaards (ook wel Beijerlands genoemd) wordt gesproken in de dorpen Oud-Beijerland, Nieuw-Beijerland, Piershil, Goudswaard en Zuid-Beijerland.
Hier wordt de ui als oi uitgesproken en zowel de ei als ij klinken meer als ai. Verder komen de verkleinwoorden op -echie en -chie hier voor als -tjie en spreekt men van 'vêêk' (=rietafval langs de slootkant).
- Oosthoekschewaards
Het Oosthoekschewaards wordt in de overige dorpen in het midden en oosten van het eiland gesproken.
De ui wordt als ui uitgesproken, maar er is een verschil tussen de ei en ij. De verkleinwoorden eindigen op -echie en -etjie en spreken van 'dêêk'.
- 's-Gravendeels
Het dialect van 's-Gravendeel kenmerkte zich door woorden als 'morgen' en 'arbeider' uit te spreken als 'marrege' en 'arrebaaier'. Elders in de Hoeksche Waard worden deze woorden uitgesproken als 'merrege' (of 'murrege') en 'errebaaier'

## Toekomst van de taal
Het Hoeksche Waards is thans nog volop aanwezig. Het wordt wel meer en meer beïnvloed en zelfs verdrongen door met name het Rotterdams en het Standaardnederlands. 
In 2006 is een groot Hoeksche Waards woordenboek uitgekomen.